# 11666 Bracker
11666 Bracker este un asteroid din centura principală de asteroizi.

## Descriere
11666 Bracker este un asteroid din centura principală de asteroizi. A fost descoperit pe 29 iunie 1997 la Kitt Peak National Observatory în cadrul proiectului Spacewatch. El prezintă o orbită caracterizată de o semiaxă mare de 2,40 ua, o excentricitate de 0,16 și o înclinație de 1,4° în raport cu ecliptica.